# Jonny Steele
Jonathan Steele, dit Jonny Steele, est un footballeur international nord-irlandais, né le 7 février 1986 à Larne. Il évolue au poste de milieu de terrain avec Miami FC.

## Biographie

### Carrière en club

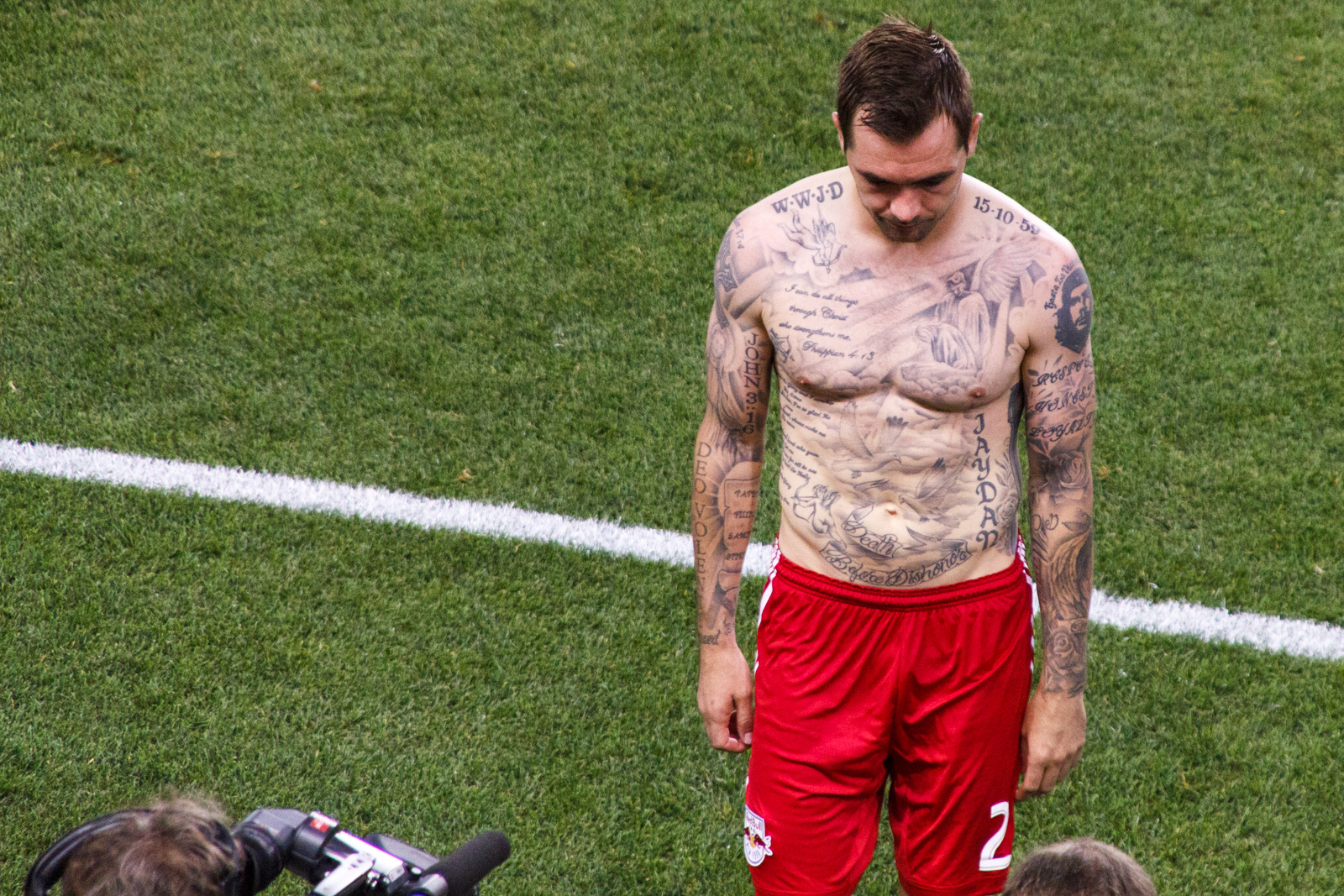
Steele avec les Red Bulls de New York en 2013.

Le contrat de Steele avec les Red Bulls est rompu à l'amiable le 10 juillet 2014.
Trois jours plus tard, il signe en Australie et s'engage avec les Jets de Newcastle.

## Palmarès

### Collectif
- Champion de la Première division de l'USL en 2008

### Individuel
- Most Valuable Player (MVP) de la Première division de l'USL en 2008